# Serafima Wassiljewna Rjangina

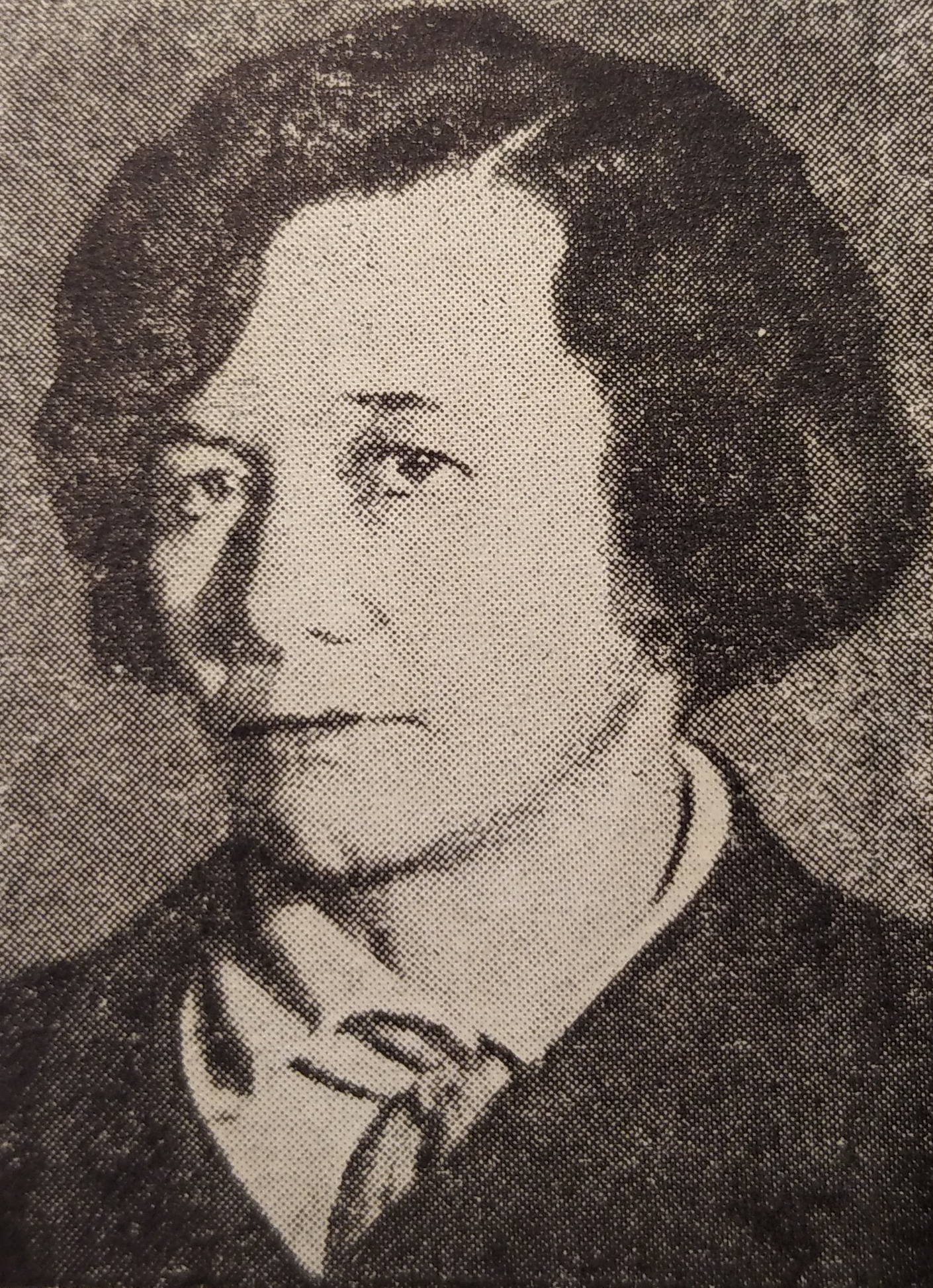
Serafima Wassiljewna Rjangina (1933)

Serafima Wassiljewna Rjangina (russisch Серафима Васильевна Рянгина; * 13. Februarjul. / 25. Februar 1891greg. in St. Petersburg; † 16. Juni 1955 in Moskau) war eine russische bzw. sowjetische Malerin.

## Leben
Rjangina studierte in St. Petersburg ab 1910 im Atelier Jan Ciąglińskis bis zu dessen Tod 1912 und ab 1912 an der Kaiserlichen Kunstakademie, bis diese nach der Oktoberrevolution aufgelöst wurde und an ihrer Stelle 1918 die Petrograder Staatlichen Freien Kunst- und Ausbildungswerkstätten entstanden, ab 1922 WChUTEIN.
Während des Bürgerkriegs lebte und arbeitete Rjangina mit ihrem Mann, dem aus Orenburg stammenden Maler Stepan Karpow (1890–1929), in Orenburg. Sie beteiligte sich am Aufbau eines Kunstmuseums dort. An den Petrograder Freien Kunst- und Ausbildungswerkstätten studierte sie weiter von 1921 bis 1923 bei Dmitri Kardowski.
Ab 1923 lebte und arbeitete Rjangina in Moskau. Sie wurde 1924 Mitglied der Assoziation der Künstler des Revolutionären Russlands.
Rjanginas Gemälde folgten weitgehend den Traditionen der russischen Genremalerei und stellten das Leben und die Arbeit der einfachen Sowjetbürger dar. Auch malte sie Landschaften, Porträts und Stillleben.
Besonders bekannt wurde Rjangina mit ihrem Bild Immer höher (1934, Kiewer Museum der russischen Kunst), ein Musterwerk des Sozialistischen Realismus. Dargestellt sind zwei Junge Elektroingenieure, Mann und Frau, die hochoben am Mast fröhlich Elektroleitungen montieren, sodass das Bild als Verherrlichung des zweiten Fünfjahresplans galt. Ein Iswestija-Artikel kritisierte, dass hier der Aufbau des Sozialismus als eine schöne leichte Tätigkeit dargestellt sei.

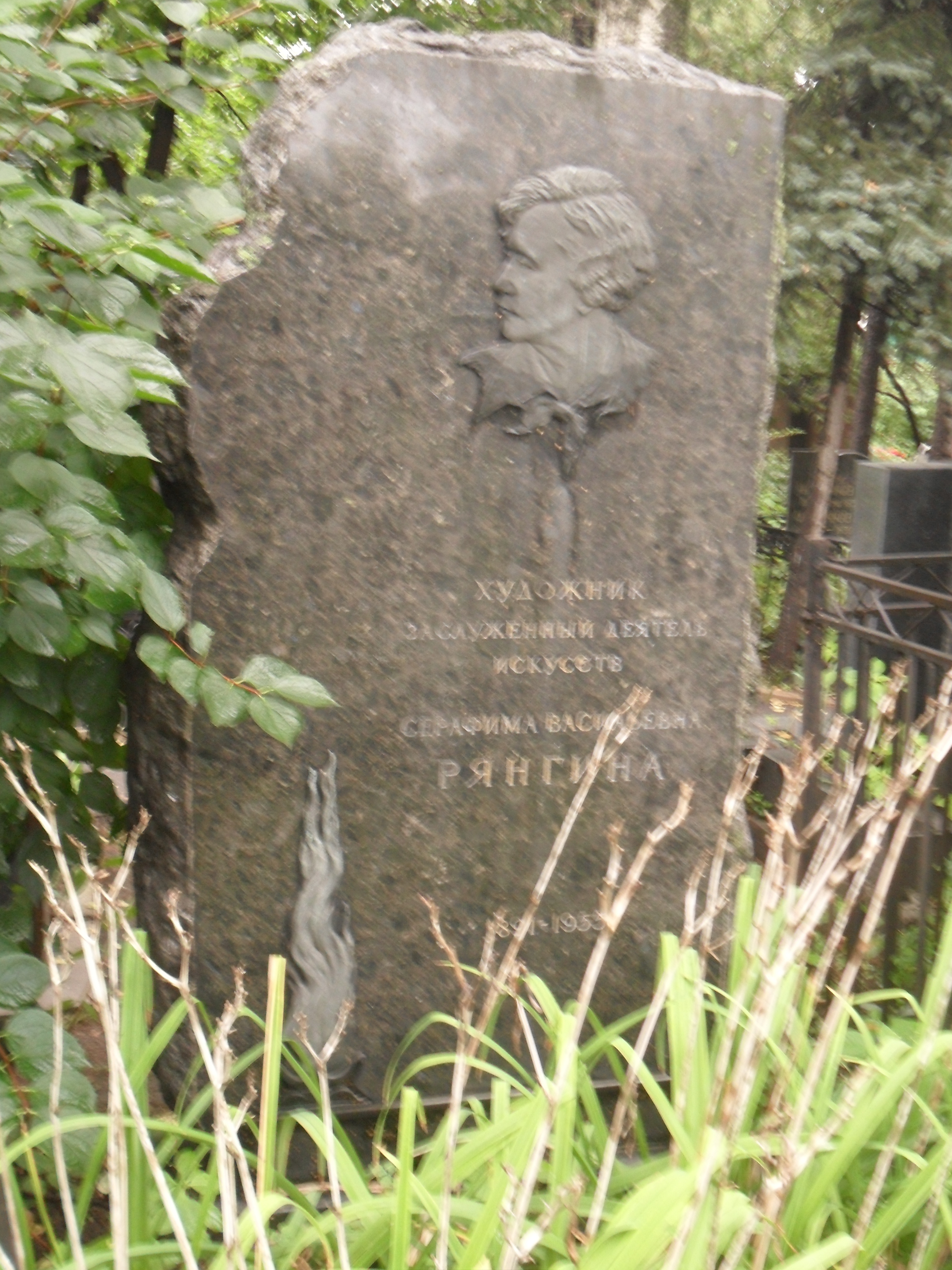
Rjanginas Grab

Rjangina starb am 16. Juni 1955 in Moskau und wurde auf dem Nowodewitschi-Friedhof begraben. Den Grabstein schuf die Bildhauerin Nina Selenskaja.
Werke Rjanginas befinden sich in der Tretjakow-Galerie, im Russischen Museum, im Orenburger Kunstmuseum und in anderen russischen Museen.

## Ehrungen, Preise
- Verdiente Kunstschaffende der RSFSR (1955)[2]